# RGS13
El regulador de la señalización de la proteína G13 es una proteína que en los humanos está codificada por el gen RGS13.
RGS13 es un miembro de la subfamilia R4 de proteínas RGS (reguladores de señalización de proteínas G) que tienen solo secuencias peptídicas cortas que flanquean el dominio RGS. RGS13 suprime las respuestas alérgicas mediadas por inmunoglobulina E.
La proteína codificada por este gen es miembro del regulador de la familia de señalización de proteína G (RGS). Los miembros de la familia RGS comparten similitud con las proteínas S. cerevisiae SST2 y C. elegans egl-10, que contienen un dominio RGS conservado característico. Las proteínas RGS aceleran la actividad GT de las subunidades alfa de la proteína G, conduciendo así a la proteína G a su forma inactiva unida al GDP, regulando así negativamente la señalización de la proteína G. Las proteínas RGS se han implicado en el ajuste fino de una variedad de eventos celulares en respuesta a la activación del receptor acoplado a la proteína G. La función biológica de este gen, sin embargo, es desconocida. Existen dos variantes de transcripción que codifican la misma isoforma.